# Lianshan
Lianshan (en chino, 连山; pinyin, Liánshān) es un distrito urbano bajo la administración directa de la Prefectura Huludao  en la Provincia de Liaoning, República Popular China.  Su área es de 1173 km² y su población total para 2010 superó los 600 mil habitantes. 

## Administración
Desde julio de 2023, el  Distrito Lianshan  se divide en 17 pueblos que se administran en 8 subdistritos, 3   poblados y 6 villas.